# Paramelaconit
Paramelaconit ist ein sehr selten vorkommendes Mineral aus der Mineralklasse der Oxide und Hydroxide. Es kristallisiert im tetragonalen Kristallsystem mit der chemischen Zusammensetzung Cu21+Cu22+O3 und bildet bis zu 7,5 cm große prismatische Kristalle von schwarzer Farbe.

## Etymologie und Geschichte
Paramelaconit wurde erstmals 1890 von A. E. Foote in der Typlokalität, der Copper Queen Mine in Bisbee im US-Bundesstaat Arizona gefunden. Das Mineral wurde 1891 von August König untersucht, der es als tetragonale Modifikation von Kupfer(II)-oxid und dimorph zu Tenorit beschrieb. Hieraus entstammt auch der Name des Minerals, da Melaconit ein inzwischen veralteter alternativer Name für Tenorit ist. Die genaue Zusammensetzung des Paramelaconits konnte 1941 Clifford Frondel durch Röntgenstrukturanalyse aufklären.

## Klassifikation
In der Systematik nach Strunz wird Tenorit zu den Oxiden mit einem Verhältnis von Metall zu Sauerstoff von 2:1 und 1:1 gezählt. Nach der 8. Auflage bildet dabei zusammen mit Crednerit, Delafossit, Mcconnellit und Tenorit eine Gruppe. In der 9. Auflage bildet es mit eine eigene Untergruppe der Oxide mit einem Verhältnis von Metall zu Sauerstoff von 2:1 (und 1.8:1).
In der Systematik nach Dana bildet es eine eigene Untergruppe der einfachen, nicht klassifizierten Oxide.

## Bildung und Fundorte
Paramelaconit bildet sich sehr selten als Sekundärmineral unter hydrothermalen Bedingungen in Kupferlagerstätten. Es ist vergesellschaftet mit Cuprit, Tenorit, Connellit, Malachit, Goethit, in einem anderen Fundort auch mit Chrysokoll, Plancheit, Dioptas und Atacamit.
Es sind nur eine geringe Zahl Fundorte bekannt. Neben der Typlokalität in Bisbee fand man Paramelaconit auch in der Algomah-Mine im US-Bundesstaat Michigan, Skouriotissa auf Zypern, Laurion in Griechenland und Budleigh Salterton in Devon (England).

## Kristallstruktur
Paramelaconit kristallisiert im tetragonalen Kristallsystem in der Raumgruppe I41/amd mit den Gitterparametern a = 5,837 Å und c = 9,932 Å, sowie vier Formeleinheiten pro Elementarzelle.